# فرودگاه دوونتزا
فرودگاه دوونتزا (به انگلیسی: Douentza Airport) یک فرودگاه است . این فرودگاه در کشور مالی قرار دارد .